# Elastasi

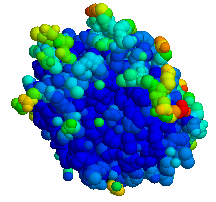
Modello a calotta della elastasi.

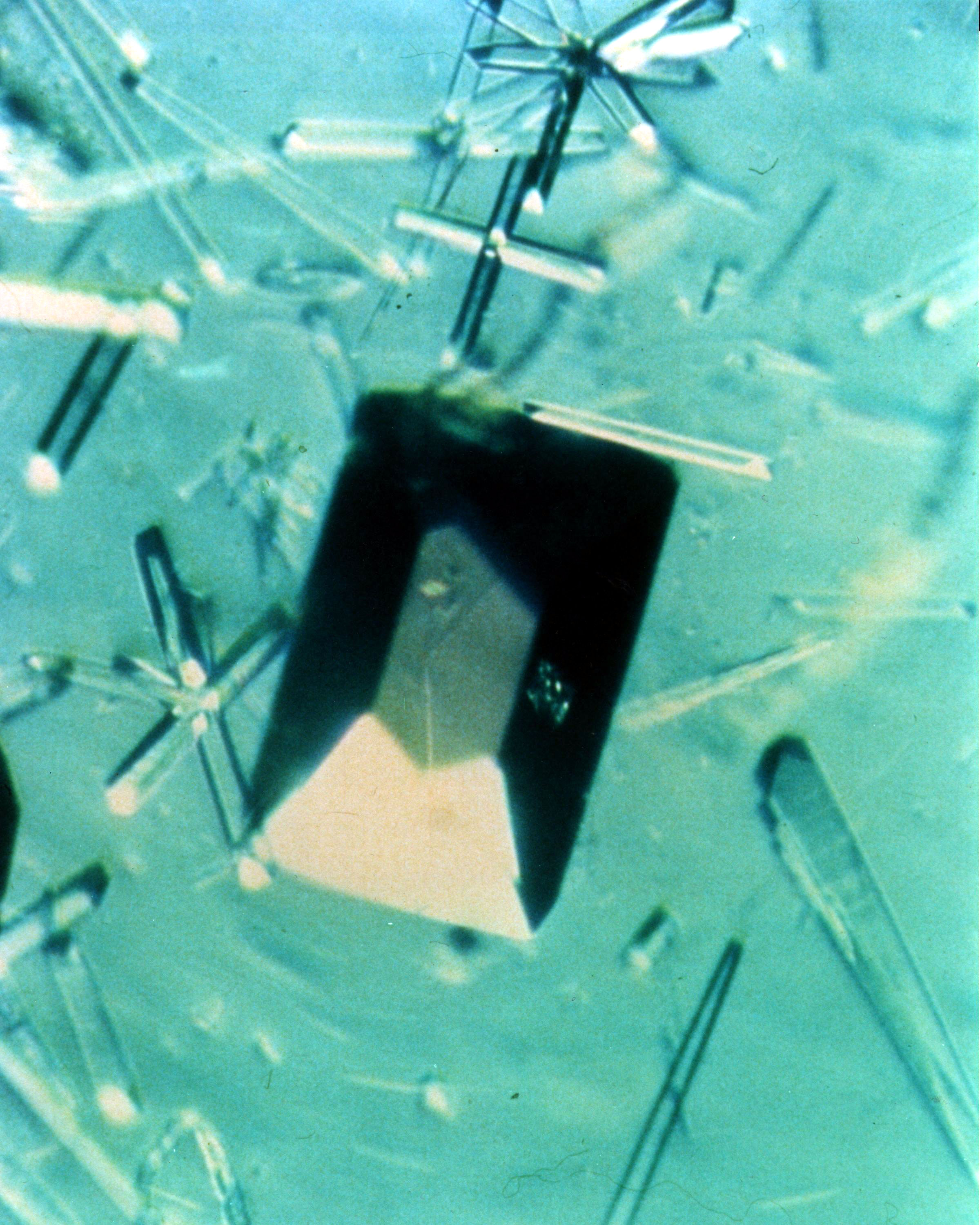
Elastasi suina cristallizzata

L'elastasi è un enzima, classificata fra le proteasi, quindi come peptidasi. È un enzima prodotto soprattutto dal pancreas ed ha la proprietà di scindere l'elastina. Viene prodotta anche dalle cellule del sistema immunitario. Sono due differenti tipi di elastasi che intervengono in processi diversi.
Prodotta nel pancreas sotto forma di proelastasi, viene attivata dalla tripsina che la trasforma in elastasi.

## Forme e classificazione
Esistono 2 diversi geni che codificano per l'elastasi, portando così alla sintesi di due diverse forme di elastasi, prodotte in zone diverse dell'organismo e con attività e funzioni diverse:
- Elastasi pancreatica
- Elastasi neutrofila

La prima, quella pancreatica, interviene nei processi digestivi ed ha la funzione di favorire la digestione di alcuni alimenti come il collageno. La seconda, quella prodotta dai neutrofili, conosciuta anche come elastasi 2, è implicata nella patogenesi degenerativa, soprattutto nell'asma e nella granulomatosi di Wegener.
Organismi come la Pseudomonas aeruginosa producono una propria elastasi, considerata come un fattore di virulenza.

## Funzione
La funzione dell'elastasi è quella di spezzare, degradare la struttura dell'elastina, fibra elastica che, insieme al collagene, determina le caratteristiche del tessuto connettivo. Questo permette le attività digestive sfruttate dall'apparato digerente.
L'elastasi prodotta invece dai macrofagi, quella definita elastasi neutrofila o elastasi 2, permette di degradare la membrana esterna di batteri quali Escherichia coli ed altri Gram negativi e di inibire i fattori virulenti della Shigella.